# Idioctis parilarilao
Idioctis parilarilao — вид павуків родини Barychelidae. Описаний у 2023 році.

## Назва
Мовою пайвань видова назва parilarilao означає «жити на кінці Тайваню».

## Поширення
Ендемік Тайваню. Поширений у національному парку Кеньдін на півдні основного острова та на острові Люйдао. Мешкає у припливній зоні.

## Опис
Жіночий голотип має розміри 11,9 мм.